# Den spanske flue
Den spanske flue (originaltitel: Die spanische Fliege) er en tysk farce, der er skrevet i 1913 af Franz Arnold og Ernst Bach.